# Alstroemeria itatiaica
Alstroemeria itatiaica este o specie de plante monocotiledonate din genul Alstroemeria, familia Alstroemeriaceae, descrisă de Pierfelice Ravenna. Conform Catalogue of Life specia Alstroemeria itatiaica nu are subspecii cunoscute.